# Anastasia, die letzte Zarentochter
Anastasia, die letzte Zarentochter ist ein deutscher Spielfilm aus dem Jahr 1956. Er entstand unter der Regie von Falk Harnack und handelt von einer Unbekannten, die im Jahr 1920 in Berlin aus dem Landwehrkanal gezogen wurde und für die russische Zarentochter Anastasia Nikolajewna Romanowa gehalten wurde.
Im selben Jahr erschien der von Anatole Litvak gedrehte US-amerikanische Spielfilm Anastasia mit Ingrid Bergman in der Hauptrolle.

## Handlung
Jahre nach der Ermordung der Familie Romanow in Jekaterinburg wird über das Schicksal der Zarentochter Anastasia Nikolajewna Romanowa gerätselt. Ein ehemaliger österreichischer Kriegsgefangener namens Franz Svoboda berichtet, Anastasia habe die Erschießung der Familie überlebt und sei nach Rumänien gebracht worden.
Im Jahr 1920 springt in Berlin eine unbekannte Frau in den Landwehrkanal. Im Krankenhaus weigert sie sich, Namen und Herkunft mitzuteilen. Der behandelnde Arzt stellt im Kopfbereich Narben fest, die möglicherweise von Schlag- und Schussverletzungen stammen, sowie deformierte Füße.
Fräulein Peuthert, die sich zur Untersuchung vorübergehend in der Klinik aufhält, erkennt in ihr die Zarentochter Anastasia wieder und informiert umgehend einige russische Adelige. Baronesse Frau von Pleskau kann die Identität der Unbekannten jedoch nicht bestätigen. Kammerdiener Wolkow jedoch erkennt Anastasia, da diese Einzelheiten über die Zarenfamilie weiß und auch ihn wiedererkennt.
Als die Unbekannte erkennt, dass es den Adeligen nur ums Geld geht, flieht sie zu Fräulein Peuthert. Ihr erzählt sie, dass sie von zwei Brüdern namens Tschaikowski nach Rumänien gebracht wurde. Sie kam mit einem der Brüder zusammen und bekam einen Sohn namens Alexej, der zur Adoption freigegeben wurde. Als Fräulein Peuthert einen Journalisten kommen lässt und die Unbekannte jede Auskunft verweigert, wird sie von ihrer Gastgeberin vor die Tür gesetzt.
Prinzessin Irene von Preußen und Kronprinzessin Cäcilie äußern Zweifel an ihrer Identität. Die Unbekannte freut sich zunächst, ihre Tante Irene zu sehen, ist aber enttäuscht, als diese sich unter falschem Namen vorstellt. Die Begegnung mit Großfürstin Olga verläuft harmonischer, beide erkennen sich wieder. Olgas Mutter, die Zarenmutter, weigert sich jedoch, zu akzeptieren, dass es sich bei der Unbekannten um Anastasia handelt.
Jahre später, im Jahr 1927, lebt die Unbekannte beim Herzog von Leuchtenberg. Dort bekommt sie Besuch von Chleb Bodkin, einem früheren Freund der Familie; beide erkennen sich sogleich wieder und freunden sich wieder an.
Zur gleichen Zeit meldet sich eine Frau bei der Presse, die in der Unbekannten ihre frühere Mitbewohnerin Franziska Schanzkowska, eine polnische Feldarbeiterin, zu erkennen glaubt. Der den Fall behandelnde Kommissar sieht sich aufgrund der Bedeutung der neuen Umstände genötigt, diesen nachzugehen. Zwei Besucher auf dem Gut von Herzog Leuchtenberg geben sich als Franziskas Geschwister aus, stellen sich jedoch als Betrüger heraus. Schließlich nimmt die Unbekannte Chlebs Vorschlag an, mit ihm nach Amerika zu gehen, um dort zur Ruhe zu kommen.
In Amerika wird die Unbekannte von den höheren Kreisen willkommen geheißen, in der jedoch das Gerede über einen Artikel in der New York Times die Runde macht. Dieser Artikel beschreibt die Unbekannte als Schwindlerin und Chleb als ihren Handlanger, um an das Vermögen des Zaren zu kommen. Die Unbekannte erzählt Chleb daraufhin, das Zar Nikolaus II. auf der Bank von England 5 Millionen Goldrubel für jedes seiner Kinder hinterlegt hat. Wenn sie ihren Anteil nicht in einer Frist von 10 Jahren, die nun in wenigen Tagen abläuft, beansprucht, geht er an Anastasias Tanten Xenia und Olga. Prinzessin Katharina und ihr Ehemann zeigen sich über Chlebs Eingreifen ungehalten und bieten an, für das Auskommen der Unbekannten zu sorgen, sofern sie auf ihr Erbe verzichtet. Die Unbekannte sagt sich von Chleb los, als er ihr rät, das Angebot anzunehmen.
Die Unbekannte zieht zu Mrs. Stevens, die sogleich eine Gesellschaft gründet, die die Interessen der Unbekannten vertreten soll. Als ein deutscher Rechtsanwalt auftaucht und der Unbekannten mitteilt, dass sie übers Ohr gehauen wurde, will sie fliehen, wird jedoch von Mrs. Stevens eingesperrt. Die Unbekannte bekommt einen Tobsuchtsanfall und wird in ein Sanatorium in Ilten bei Hannover eingeliefert (Wahrendorffsche Anstalten).
Die behandelnden Psychiater können bei der Unbekannte keinerlei Anzeichen von seelischer Erkrankung feststellen. 1931 verlässt sie schließlich die Anstalt und wird im Wald von zwei Polizeibeamten aufgelesen. Friedrich Ernst, Prinz von Sachsen-Altenburg, lädt sie zu sich ein.
Im Jahr 1953 bekommt die Unbekannte in ihrer Waldhütte, in die sie sieben Jahre zuvor gezogen ist, Besuch von Kronprinzessin Cäcilie, die ihr helfen will, doch noch als Anastasia anerkannt zu werden. Die Unbekannte hingegen hat aufgehört, ihr Glück bei anderen Menschen zu suchen; stattdessen hat sie die innere Ruhe der Einsamkeit als wahren Reichtum erkannt.

## Sonstiges
Hauptdarsteller Ivan Desny spielte auch in der amerikanischen Version von Anastasia mit, wo er die Rolle des Prinzen Paul innehatte.

## Auszeichnungen
- 1958 wurde Lilli Palmer in der Kategorie Beste ausländische Darstellerin für den British Film Academy Award nominiert.
- 1958 gewann Lilli Palmer beim Deutschen Filmpreis das Filmband in Silber als Beste Hauptdarstellerin.

## Kritiken
„Ein dramatisches Frauenschicksal vor dem zeitgeschichtlichen Hintergrund der Jahre 1918–1953, in Form eines Tatsachenberichts angelegt. Trotz der subtilen Darstellung durch Lilli Palmer fehlt die filmische Brillanz der amerikanischen ‚Anastasia‘-Version aus demselben Jahr.“